# ダイラン・アンスワース
- ディラン・ワンスワース
- ダイラン・アンスウォート

ダイラン・コウレース・アンスワース（Dylan Chowles Unsworth, 1992年9月23日 - ）は、南アフリカ共和国クワズール・ナタール州ダーバン出身のプロ野球選手（投手）。右投右打。
ディラン・アンズワースと表記される場合もある。CPBLでの登録名は「迪倫」。
英語ではディラン・チョールズ・アンスワースと発音するが、南アフリカ共和国の公用語アフリカーンス語ではダイラン・コウレース・ウンスウォートとなる。

## 経歴

### プロ入りとマリナーズ傘下時代
2010年6月20日にシアトル・マリナーズとマイナー契約を結び、プロ入りを果たした。6月21日に傘下ルーキーリーグのアリゾナリーグ・マリナーズへ配属された。
2011年6月21日に傘下アドバンスド・ルーキーリーグのプラスキ・マリナーズへ昇格した。
2012年6月13日に傘下ショートシーズンAのエバレット・アクアソックスへ昇格した。オフに第3回ワールド・ベースボール・クラシック（WBC）予選の南アフリカ共和国代表に選出された。
2013年4月3日に傘下A級クリントン・ランバーキングスへ昇格した。6月10日に6月8日に遡って7日間の故障者リストに登録された。8月12日にリハビリのために傘下ルーキーリーグのアリゾナリーグ・マリナーズへ配属された。8月29日に傘下A級ランバーキングスに復帰した。
2014年4月1日に傘下A+級ハイデザート・マーベリックスへ配属された。4月23日に7日間の故障者リストに登録された。4月30日に復帰した。8月14日に8月12日に遡って、7日間の故障者リストに登録された。
2016年はシーズン開幕前の3月に開催された第4回WBC予選の南アフリカ共和国代表に選出された。
開幕は傘下AA級ジャクソン・ジェネラルズで迎えた。6月7日にチームメイト6名と共に同年のサザンリーグ・オールスターゲームに選出された。6月28日にチームメイトのタイラー・オニールと共にオールスター・フューチャーズゲームに選出された。
オフにはチームメイト5名と共にアリゾナ・フォールリーグのピオリア・ハベリーナズへ派遣された。
2017年はスプリングトレーニングに招待選手として参加したが、3月13日にマイナーのキャンプへ異動した。
オフの10月6日にベネズエラのウィンターリーグであるリーガ・ベネソラーナ・デ・ベイスボル・プロフェシオナル（以下：LVBP）に参加し、レオネス・デル・カラカスに所属することとなった。11月6日にマリナーズからFAとなった。

### エンゼルス傘下時代
2018年1月17日にロサンゼルス・エンゼルスとマイナー契約を結んだ。AAA級ソルトレイク・ビーズで6勝1敗の成績を残した。オフの11月2日にFAとなった。前年同様にLVBPに参加し、カラカスに所属した。
2019年はどの球団にも所属しなかった。オフにはオーストラリアン・ベースボールリーグ（以下：ABL）のパース・ヒートに所属し、主に先発投手を務めた。

### メキシカンリーグ時代
2020年2月11日にメキシカンリーグのプエブラ・パロッツと契約した。しかし、COVID-19の影響でシーズン中止となったため、公式戦での出場は無かった。オフには前年同様にABLのヒートに所属した。
2021年2月22日にメキシカンリーグのベラクルス・イーグルスと契約した。同年7月22日にFAとなった。

### 台湾時代
2021年7月23日、CPBLの富邦ガーディアンズと契約した。11月6日にCPBL初出場を果たした。しかし、オフに外国人枠の関係で退団した。

### メキシカンリーグ復帰
2022年1月21日にメキシカンリーグの古巣ベラクルス・イーグルスと契約を結んだ。

## 詳細情報

### 年度別投手成績
| 年 度     | 球 団     | 登 板 | 先 発 | 完 投 | 完 封 | 無 四 球 | 勝 利 | 敗 戦 | セ 丨 ブ | ホ 丨 ル ド | 勝 率 | 打 者 | 投 球 回 | 被 安 打 | 被 本 塁 打 | 与 四 球 | 敬 遠 | 与 死 球 | 奪 三 振 | 暴 投 | ボ 丨 ク | 失 点 | 自 責 点 | 防 御 率 | W H I P |
| --------- | --------- | ----- | ----- | ----- | ----- | -------- | ----- | ----- | -------- | ----------- | ----- | ----- | -------- | -------- | ----------- | -------- | ----- | -------- | -------- | ----- | -------- | ----- | -------- | -------- | ------- |
| 2021      | 富邦      | 3     | 3     | 0     | 0     | 0        | 1     | 0     | 0        | 0           | 1.000 | 46    | 11.1     | 10       | 0           | 3        | 0     | 2        | 7        | 0     | 0        | 4     | 3        | 2.38     | 1.15    |
| CPBL：1年 | CPBL：1年 | 3     | 3     | 0     | 0     | 0        | 1     | 0     | 0        | 0           | 1.000 | 46    | 11.1     | 10       | 0           | 3        | 0     | 2        | 7        | 0     | 0        | 4     | 3        | 2.38     | 1.15    |

- 2024年度シーズン終了時

### 記録
MiLB
- ミッドウェストリーグ・オールスターゲーム選出 1回：2013年
- ミッドウェストリーグ・オールスターゲーム選出 1回：2016年
- オールスター・フューチャーズゲーム選出 1回：2016年

### 背番号
- 58 （2021年 ）

### 代表歴
- 2013 ワールド・ベースボール・クラシック予選 南アフリカ代表
- 2017 ワールド・ベースボール・クラシック予選 南アフリカ代表
- 2026 ワールド・ベースボール・クラシック予選 南アフリカ代表